# Censure aux Philippines
La censure aux Philippines fait référence au contrôle de l'information par l'État aux Philippines.

## Télévision et film
La « Movie and Television Review and Classification Board » (abbrevié MTRCB ou Lupon sa Rebyu at Klasipikasyon ng Pelikula at Telebisyon en Philippin) est l'entité gouvernementale responsable de l’évaluation des émissions de télévision, des films et des films amateurs diffusés aux Philippines. Lorsque l'agence gouvernementale classifie un film ou une émission de télévision dans la catégorie X, cela a comme effet d'interdire l'œuvre de toute projection publique. Le MTRCB est toutefois critiqué pour son point de vue sur ce que constitue l'obscénité. Il est également accusé d'avoir classé X des documents ayant des revendications politiques. On pourra prendre pour exemple Ora Pro Nobis (les Insoumis) de Lino Brocka qui a suscité la controverse en alléguant sur les violations persistantes des droits de l'homme aux Philippines après la révolution philippine de 1986
Plus récemment, les scènes de sexe du film controversé Cinquante Nuance de Grey ont été éditées et ont reçu la note R-18 à cause de multiples protestations orchestrées par des groupes religieux. Cependant, les épisodes suivants de la saga Cinquante Nuances Plus Sombres et Cinquante Nuances Plus Claires ont été diffusés sans modification et ont reçu la note R-18. [réf. nécessaire]

## Censure sur internet
Le rapport Freedom on the Net de 2013 fait par la Freedom House a classé les Philippines à la 10e place sur 60 pays. L'ONG a déclaré n'avoir trouvé aucune information qui montrerait que l'état ferait pression sur les blogueurs ou les journalistes web pour qu'ils suppriment les informations jugées critiques pour l'État. Toutefois, il est indiqué que « de nombreux sites Web d'information sont de simple versions en ligne des médias traditionnels. Ils s'autocensurent pour éviter la violence à l'égard des journalistes qui est très présente aux Philippines ».
L'ONG a aussi déclarée que « le gouvernement n'exige la sauvegarde des informations personnelles des utilisateurs ni pour pouvoir se connecter en ligne ni s'abonner à Internet ni aux services de téléphonie mobile, d'autant plus que les services prépayés sont largement disponibles, même dans les petits magasins de quartier ». Le même rapport indique également que la Cybercrime Prevention Act de 2012 a affecté négativement la liberté sur internet dans le pays. Il a également noté que la pénétration d'Internet dans le pays reste faible, ce qui est attribué au « monopole de facto » de l'entreprise Philippine Long Distance Telephone Company (PLDT), au manque d'infrastructures et de réglementations gouvernementales. L’étude indique aussi que ce monopole entraîne des frais d’abonnement au haut débit élevés pour les utilisateurs.
Une étude publiée en mars 2014 par le centre Américain Pew Research Center indique que la plupart des Philippins trouvent qu'avoir accès à Internet sans censure est important ou assez important. Que 35 % des répondants ont déclaré qu'ils trouvaient l'accès à Internet sans censure comme « très important », 38 % comme « assez important », 18 % « pas très important » et 6 % « pas important du tout ». Le reste n'a pas répondu ou ne savait pas.